# Рентабельность продаж
Рента́бельность прода́ж, или маржа от продаж, (англ. profit margin) — коэффициент рентабельности, который показывает долю прибыли в общем доходе компании. Выраженная в процентах, рентабельность продаж показывает, сколько процентов прибыли было получено на каждый доллар продажи. Обычно рассчитывается как отношение чистой прибыли за определённый период к чистому объёму продаж за тот же период. Показатель выражается в процентах.
Рентабельность продаж = 100 · Прибыль/Выручка = 100 · (Продажи — Общие затраты)/Выручка
Существует три вида показателей рентабельности продаж:
- Валовая рентабельность продаж (англ. Gross Profit Margin) рассчитывается как отношение валового дохода к чистой выручке. При этом, валовой доход есть валовая выручка за вычетом себестоимости реализованной продукции, то есть прямых затрат. Этот показатель сопоставляет доход с переменными затратами:

Валовой доход = Выручка — (Прямые материальные затраты + Прямые затраты на оплату труда + Заводские накладные расходы)
Чистая выручка от продаж = Выручка — Стоимость возвратов — Скидки
Валовая рентабельность продаж = 100 · Валовой доход/Чистая выручка
- Операционная рентабельность продаж (англ. Operating Profit Margin) рассчитывается как отношение операционной прибыли (EBIT) на выручку от продаж:

Операционная рентабельность продаж = 100 · Операционная прибыль/Выручка
- Чистая рентабельность продаж (англ. Net profit margin) рассчитывается как отношение чистой прибыли к объёму продаж:

Чистая рентабельность продаж = Чистая прибыль/Выручка

## Обзор
Рентабельность продаж рассчитывается при помощи продажной цены (или выручки), взятой за основу, и умноженную на 100. Это доля (процент) от продажной цены, обращаемая в прибыль, в отличие от наценки, которая является долей закупочной цены, устанавляемой сверх себестоимости.
Рентабельность продаж используется в основном для внутреннего сравнения, то есть для оценки операционной эффективности компаний. Как правило, сравнение рентабельности продаж различных предприятий довольно затруднительно. Механизмы работы и финансирования отдельных предприятий настолько различны, что компании неизбежно имеют разные уровни расходов, вследствие чего подобное сравнение оказывается нецелесообразным на практике. При равных значениях показателей выручки, операционных затрат и прибыли до налогообложения у двух разных фирм рентабельность продаж может сильно различаться, вследствие влияния объемов процентных выплат на величину чистой прибыли.
При этом, низкое значение рентабельности продаж указывает на низкий запас прочности: более высокий риск того, что снижение продаж приведет к потере доходов / прибыли и приведет к убыткам или отрицательной марже.
Рентабельность продаж — это показатель стратегии ценообразования компании и того, насколько хорошо она контролирует затраты. Различия в конкурентных стратегиях и продуктовых линейках вызывают значительное разнообразие значений рентабельности продаж в различных компаниях.
- При объеме доходов в размере 10 долларов США и расходов в 1 доллар, рентабельность продаж составляет 90 %. Это означает прибыльность (отдачу) в 900 % на объем инвестиций в 1 доллар (отношение доходов к затратам/инвестициям, выраженное в процентах).
- При объеме доходов в размере 10 долларов США и расходов в 5 долларов, рентабельность продаж составляет 50 %. Это означает прибыльность (отдачу) в 100 % на объем инвестиций в 5 доллар.
- При объеме доходов в размере 10 долларов США и расходов в 9 долларов, рентабельность продаж составляет 10 %. Это означает прибыльность (отдачу) в 11,11 % на объем инвестиций в 9 доллар.

## Затратность доходов
С другой стороны, затратность доходов (англ. Profit Percentage) рассчитывается как доля доходов от затрат:
Затратность доходов = 100 · Чистая прибыль/Затраты
Так, при объеме продаж в 40 долларов и расходов в 100 долларов, затратность доходов рассчитывается:
Затраты = $40
Доход = $100
Прибыль = $100 — $40 = $60
Затратность доходов = 100 · $60/$40 = 150 %
Валовая маржа = 100 · ($100 — $40)/$100 = 60 %
Коэффициент (мультипликатор) отдачи от инвестиций = $60/$40 = 1,5
При доходах, равных понесенным затратам, затратность доходов составляет 0 %. Результат выше или ниже 100 % можно рассчитать как процент отдачи от инвестиций. В приведенном примере, отдача от инвестиций оставляет 1,5, что соответствует 150 % прибыльности.

## Значение рентабельности продаж
Рентабельность продаж используется кредиторами, инвесторами и самими предприятиями для оценки финансового состояния компании, умения ее руководства и потенциала ее роста.
Рентабельность продаж отражает прибыльность компании и позволяет проводить относительное сравнение между малым и крупным бизнесом. Данный индикатор является показателем оценки потенциала и способности компании генерировать доход, а также позволяет компании определять свою стратегию ценообразования на товары и услуги. На ценообразование влияют себестоимость продукции и ожидаемая маржинальность прибыли. Неэффективная ценовая установка, создающая трудности с генерированием денежных потоков, могут быть обнаружены через учёт и контроль рентабельности продаж, что может способствовать предотвращению в дальнейшем потенциальных проблем и понесения убытков компании .
Рентабельность продаж также используется компаниями для изучения сезонных закономерностей и изменений в производительности, а также для дальнейшего выявления операционных проблем. Например, отрицательная или нулевая маржа от продаж указывает на то, что компания генерирует недостаточные объемы продаж и не в состоянии управлять своими расходами. Это побуждает компании искать области своей деятельности, препятствующие ее росту, такие как перенакопление товарно-материальных запасов, недоиспользование имеющихся ресурсов или высокая стоимость производства.
Компании, имеющие множество подразделений, производственных линий, торговых точек или широкую географию деятельности, могут использовать рентабельность продаж для оценки производительности каждого подразделения и сопоставления их друг с другом.
Рентабельность продаж также играет важную роль при поиске компанией финансирования. Отдельным предприятиям, к примеру предприятиям розничной торговли, может потребоваться предоставить информацию о рентабельности продаж при получении (или реструктуризации) банковских кредитов и иных форм финансирования. Показатель рентабельности продаж становится особенно важен при получении кредита под залог бизнеса.
Крупные корпорации, выпускающие долговые обязательства для привлечения денежных средств, обязаны раскрывать цели использования привлекаемого капитала. Это дает инвесторам представление о рентабельности продаж, которая может быть достигнута за счет сокращения затрат, увеличения продаж, либо за счет сочетания того и другого. При этом, данный индикатор стал неотъемлемой частью оценки стоимости компании на первичном рынке для первичного публичного предложения (IPO).
Наконец, рентабельность продаж является важным индикатором для инвесторов. Для инвесторов, рассматривающих возможность финансирования конкретного стартапа, зачастую необходимо оценить рентабельность продаж от разрабатываемого потенциального продукта/услуги. Выбор лучшего варианта при сравнении двух и более компаний или проектов может осуществляться инвесторами зачастую через сопоставление рентабельности их продаж.